# Museo de cerámica negra
El Museo de cerámica negra de Avilés (Principado de Asturias, España) es una colección particular de muestras de cerámica negra de diferentes focos geográficos. Está instalado en la casa del cura de la parroquia de Miranda y contiene abundante documentación etnográfica.
Los fondos del museo se componen en su mayoría por materiales reunidos por José Manuel Feito, sacerdote, investigador, etnógrafo y escritor, nacido en Pola de Somiedo en 1934. Feito es miembro correspondiente del Real Instituto de Estudios Asturianos (RIDEA), obtuvo el Premio Nacional de Etnografía Marqués de Lozoya (1983) por su obra Cerámica tradicional asturiana, y el Premio Nacional de Periodismo Mundo Negro (1988) por sus artículos sobre la cerámica negra de Burundi.